# Peleteria minima
Peleteria minima là một loài ruồi trong họ Tachinidae.